# Толкачёв, Григорий Васильевич
Григорий Васильевич Толкачёв (26 декабря 1919, Ишово, Гомельская губерния — 15 ноября 1943, Житомирская область) — командир стрелкового батальона 203-го гвардейского стрелкового полка 70-й гвардейской стрелковой дивизии 13-й армии Центрального фронта, гвардии капитан. Герой Советского Союза.

## Биография
Родился в 1919 году в селе Ишово (ныне — в Жирятинском районе Брянской области). Русский. В 1936 году окончил среднюю школу. Был рабочим на заводе. В 1938 году закончил Смоленский финансово-экономический техникум.
В 1939 году призван в ряды Красной Армии. Окончил военное училище. В боях Великой Отечественной войны с 1941 года. Воевал на Северо-Западном, Юго-Западном, Сталинградском, Центральном и 1-м Украинском фронтах. Член ВКП(б) с 1943 года.
В начале войны был ранен и эвакуирован с госпиталем в Магнитогорск. В 1942 году снова в рядах Красной Армии. В сентябре 1943 года батальон Г. В. Толкачёва захватил и удерживал плацдарм в районе населённого пункта Крушняки на правом берегу реки Припять. За 7 дней отразил 16 атак противника, чем способствовал переправе других подразделений.
Указом Президиума Верховного Совета СССР от 16 октября 1943 года за мужество и отвагу, проявленные при форсировании Днепра и Припяти гвардии капитану Толкачёву Григорию Васильевичу присвоено звание Героя Советского Союза.
Погиб в бою 15 ноября 1943 года. Похоронен в селе Лысовка Житомирской области.
Награждён орденами Ленина, Александра Невского, Отечественной войны 1-й степени, медалями.